# تددينغتون (بيدفوردشير)
تددينغتون (بالإنجليزية: Toddington, Bedfordshire)‏ هي قرية و أبرشية مدنية تقع في المملكة المتحدة في إنجلترا. يقدر عدد سكانها بـ 4,590 نسمة .

## أعلام
- أوبري سيسيل